# De magistro
Il De magistro ("Il maestro") è un'opera composta da Agostino di Ippona tra il 388 e il 391. Si tratta dell'ultimo dei suoi dialoghi, elaborato al suo ritorno in Africa. 

## Sintesi e struttura dell'opera
L'opera si compone di un solo libro ed è strutturata come un dialogo tra Agostino e il figlio Adeodato. Argomento centrale dell'opera è l'efficacia del linguaggio, vale a dire se - e a che condizioni - chi parla riesce a trasmettere fedelmente il suo pensiero a chi ascolta. Nel dialogo, Agostino sembra in un primo momento accogliere una teoria linguistica 'ingenua', secondo la quale cioè parlare significa trasmettere i contenuti del proprio pensiero utilizzando dei segni (grafici, fonetici, gestuali, etc.). Nel corso del dialogo, Agostino conduce il figlio Adeodato a concludere che, al contrario, il valore delle parole è molto limitato. Esse infatti non sono capaci, da sole, di comunicare un contenuto ma sono semplicemente etichette che, in un particolare contesto linguistico, rimandano a un ricordo, al momento cioè in cui quel suono è stato per la prima volta collegato a un determinato oggetto o concetto. Alla luce di tale fragilità comunicativa, Agostino introduce, nell'ultima parte dell'opera, una riflessione teologica finalizzata a mostrare come solo la comune fede in Dio possa essere garanzia di una comunicazione efficace tra gli uomini. È possibile dunque dividere il De magistro in tre sezioni: nella prima [1.1-10.31], Agostino parte dall'idea che la comunicazione interpersonale avvenga efficacemente con lo scambio di segni linguistici; nella seconda, viene decostruita e ribaltata questa teoria [10.31-11.36]; nella terza, viene offerta una conclusione teologica che si pone come soluzione delle difficoltà emerse [11.36-14.46].

## La teoria semiotica agostiniana
Il De magistro di Agostino si inserisce nella più ampia riflessione agostiniana sul linguaggio, sulla sua struttura e sulla sua efficacia. Agostino aveva infatti studiato da giovane i Disciplinarum libri di Varrone, grazie ai quali aveva appreso le regole delle arti liberali, vale a dire di quelle discipline degne dello studio di un uomo libero e capaci di fornire una più compiuta e complessiva comprensione della struttura del mondo. In particolare, restringendo il numero di discipline previste da Varrone, Agostino e il mondo patristico e altomedievale accolsero sette arti liberali: tre dedicate allo studio delle regole di corretto funzionamento del pensiero e del linguaggio (grammatica, retorica e logica, anche definita dialettica) e quattro votate invece allo studio delle entità misurabili (aritmetica, geometria, astronomia, musica). Proprio alla luce di tale competenza, Agostino manifestò in gioventù la volontà di scrivere manuali di arti liberali, ma ne realizzò solo una parte. In particolar modo, è giunto a noi un De musica e dei Principia dialecticae, vale a dire un testo sui rudimenti della logica. In quest'ultima opera, Agostino definisce con chiarezza identità e finalità del segno e, più in generale, del parlare:
(Agostino d'Ippona, Principia dialecticae vel De dialectica, PL 32, ed. B. D. Jackson - J. Pinborg (Synthese Historical Library, 16), Dordrecht - Boston 1975, p. 120.)
La parola (verbum) è dunque una emissione di fiato (vox) che si riferisce a una cosa (res) e che ne è segno (signum).

### La funzione dei segni
ll problema dal quale parte Agostino è come funzionano, nella comunicazione interpersonale, questi signa; essi dovrebbero infatti avere la funzione di un ponte tra gli individui: trasportare cioè nell'animo di chi ascolta l'idea che c'è nell'animo di chi parla. Come affermerà nelle Confessiones, l'uomo ha dentro di se dei desideri (voluntates) che resterebbero muti e mai condivisi con i suoi simili se non esistessero i signa e la comunicazione. Per questo, nel dare inizio al De magistro, Agostino discute con Adeodato sulla finalità del parlare (loqui) e conclude che quando si parla si usano parole (verba) o per far ricordare (commemorari) qualcosa al proprio interlocutore [1.1-1.2] o per insegnargli (docere) qualcosa. Anche nel caso in cui chi parla non avesse nulla da insegnare ma, anzi, volesse chiedere a qualcuno informazioni su qualcosa che ignora, utilizzerebbe comunque i segni - secondo Agostino - per insegnare: starebbe infatti insegnando al suo interlocutore che non conosce quell'argomento e che ne vorrebbe sapere di più. Ogni parola utilizzata in una comunicazione è dunque un signum, ed è finalizzato a trasmettere un contenuto dall'animo di chi parla a quello di chi ascolta. Per illustrare al meglio la natura semiotica, cioè di segni, delle parole, Agostino chiede ad Adeodato di analizzare tutti i termini di un verso virgiliano.

### L'esempio del verso virgiliano
Nel verso virgiliano sottopostogli dal padre, «si nihil ex tanta superis placet urbe relinqui» («se niente da  tanta città piace agli dèi preservare») , Adeodato individua otto parole e dunque, per la conclusione prima raggiunta, otto signa. L'analisi dei primi tre signa si rivela tanto complessa quando interessante. La prima parola, «si» (che corrisponde all'italiano «se»), indica il dubbio, l'ipotesi; dunque non è signum di un oggetto (o come direbbe Agostino, di una res) ma di un concetto. La seconda, «nihi» (che corrisponde all'italiano «nulla, niente»), appare subito di difficile comprensione. Se infatti, come è stato premesso, ogni signum è tale se indica, cioè se 'significa' una res, e se ogni parola è un segno, il termine «nihil», se lo si vuol considerare una parola , deve necessariamente indicare una res. Ma quale res può indicare il termine «nulla»? Esso sarà signum non di una res intesa come cosa percepibile con i sensi, ma di una condizione dell'animo (affectio animi): indicherà cioè la sensazione che si prova quando ci si accorge che una cosa che dovrebbe esserci invece non c'è [2.3-2.4]. Il terzo signum del verso virgiliano invece è «ex», che corrisponde alla preposizione italiana «da» e che indica il movimento (reale o figurato) da qualcosa. Per spiegare cosa significhi questo signum, Adeodato propone un suo sinonimo, vale a dire la preposizione «de». Redarguito dal padre, che gli chiede di indicare non un'altra parola che indichi la medesima res ma quale sia la res cui entrambe puntano, Adeodato definisce il campo semantico di «ex» (e dunque anche di «de») come quello della separazione (secretio), dell'allontanamento da un luogo o da una condizione.

## Nulla si definisce senza segni
Agostino mostra ad Adeodato i limiti della sua risposta: affermare infatti che la definizione del signum «ex» è la «secretio» significa ripetere lo stesso procedimento di pochi istanti prima, quando la risposta alla medesima domanda era stata «de». La conclusione cui vuole giungere Agostino è semplice: quando si deve definire cosa significhi una parola, l'uomo è costretto a usare altri segni. Se infatti la parola che si vuole definire è astratta, come per esempio il termine «libertà», sarà necessario usare una serie di altre parole per definirla (per esempio «condizione esistenziale nella quale la scelta dell'individuo non è limitata da nessuna causa esterna»). Anche se la parola che si vuole definire è un oggetto, come per esempio «sedia», la si dovrà descrivere o attraverso altre parole o indicando una sedia. Ma anche indicare è usare un segno. Dunque, non è possibile definire niente, quando si parla, se non usando segni, di diversa natura ma principalmente parole [2.4-4.6].

### Segni che indicano altri segni
Posta questa premessa, Agostino si impegna, con Adeodato, ad analizzare le diverse tipologie di segno che possono essere definite. La prima è quella dei segni che indicano segni, come nel caso di parola (verbum) e nome (nomen). In questo caso, infatti, si potrebbe facilmente concludere che ogni nomen, per essere tale, deve essere un verbum: «Tevere» è un nomen in quanto verbum, cioè come emissione di fiato (vox) che 'sta per' qualcosa; è però vero sempre anche il contrario. Ogni verbum, infatti, anche se non indica uno specifico individuo, non ne è cioè il nomen, indica comunque una specifica res. Così, «fiume» è certamente una parola perché è segno della res 'fiume', ma è anche un nome, perché permette di nominare, cioè di indicare il concetto-fiume, al pari di come il nome «Cesare» permette di indicare un individuo [4.7-6.18].

### Segni che indicano oggetti o azioni
Dopo una breve sintesi della discussione condotta, Agostino e Adeodato cominciano a riflettere sui segni che indicano oggetti o azioni. Agostino introduce l'argomento formulando una domanda ad Adeodato: «Per prima cosa dimmi se l'uomo è uomo» [8.22]. Alle resistenze del figlio, che crede che il padre voglia prendersi gioco di lui, Agostino risponde mostrando quale sia l'ambiguità insita nella sua domanda. Si provi a considerare il primo «uomo» della domanda come signum dell'essere umano; si consideri invece il secondo «uomo» o ancora come signum dell'essere umano, come per la prima occorrenza di «uomo» nella domanda, o come una parola, come l'unione cioè delle due sillabe 'uo' e 'mo'. La domanda assumerebbe due significati diversi: nel primo caso, equivarrebbe a «Dimmi se l'essere umano è un essere umano»; nel secondo, «Dimmi se l'essere umano è una parola di quattro lettere». L'ambiguità nasce dal fatto che la mente, quando ascolta una parola che sa esser segno di qualcosa, non la valuta più come parola ma come segno: per questo, quando ascolta «uomo» non pensa al fatto che sia una vox di quattro lettere ma che sia la parola segno dell'essere umano [8.23]. Sono dunque vere entrambe le affermazioni «l'uomo non è uomo» e «uomo non è un nome»: nel primo caso, perché si assume la parola «uomo» in seconda posizione come signum della vox di quattro lettere «uomo»; nel secondo caso, perché si assume la parola «uomo» in prima posizione nella domanda come signum dell'essere umano [8.24]. Agostino vuole così dimostrare che, nel parlare, l'attenzione di chi ascolta deve essere proiettata alle cose significate e non alle parole usate; nelle domande sin qui analizzate, infatti, la parola usata è sempre la stessa, e cioè «uomo»; varia invece continuamente, a seconda delle intenzioni comunicative di chi parla, il referente semiotico, che oscilla tra l'essere umano e una vox di quattro lettere. Anche in questo caso, l'uso di altri segni per spiegare la parola in questione è essenziale perché permette di indicare a quali dei diversi significati della parola «uomo» si fa riferimento nelle diverse domande.
Agostino dedica la sezione successiva a discutere dei segni che indicano azioni. Anche in questo caso, la conclusione è la medesima sin qui discussa: nulla si può definire senza segni. Se infatti si volesse spiegare cosa significhi il verbo «camminare», non basterebbe semplicemente cominciare a compiere quella azione; sarebbe necessario infatti usare dei segni per far capire quale porzione dell'azione, vale a dire quella compresa tra il momento in cui il soggetto comincia a muoversi e quello in cui si ferma, è indicata con il verbo «camminare» [10.29-10.31].

## Nulla si definisce con i segni
La conclusione cui Agostino sembra aver condotto Adeodato e il lettore è che nulla si può comunicare senza segni; non c'è infatti la possibilità di definire lo spettro semantico di una parola senza utilizzare altre parole o gesti per delimitarlo. Questa condizione è particolarmente limitante e, soprattutto, dispersiva dal punto di vista comunicativo. Tornando infatti all'esempio prima proposto, se la definizione di «libertà» è «condizione esistenziale nella quale la scelta dell'individuo non è limitata da nessuna causa esterna» (se cioè per spiegare il signum «libertà» è necessario usare tanti altri signa), sarò poi necessario definire tutti i termini coinvolti in questa definizione, perché potrebbero essere anch'essi poco chiari: dunque, sarebbe necessario definire «condizione», «esistenziale», «scelta», «individuo» e così via. Per ciascuno di essi si otterrebbe una definizione fatta di altri signa. E così via.  Partiti dalla necessità di comprendere il significato di una parola, si arriverebbe ad averne decine da definire.
Per provare a mettere in discussione questa conclusione alla quale lui stesso era giunto, Agostino propone ad Adeodato due esempi.

### Il cacciatore e lesarabarae
Poniamo - ipotizza Agostino - che un uomo, completamente ignaro di come si dia la caccia agli uccelli, incontri un altro uomo tutto bardato con le armi utili proprio a quella attività. Il cacciatore, che si accorge di essere osservato, continua la sua caccia senza proferire parola; il primo uomo lo osserva e da lui apprende come si compie quella attività, senza che tra di loro ci sia stato alcuno scambio semiotico [10.32]. Per capire il senso dell'esempio di Agostino, è sufficiente immaginare come si sarebbe svolta la medesima situazione se, invece di una semplice osservazione, ci fosse stato uno scambio di parole. Se cioè il cacciatore avesse dovuto spiegare, usando un discorso, quali armi utilizza, come si apposta, come le organizza, e così via. Sarebbe certamente ricaduto nel problema prima citato della definizione di «libertà»: avrebbe cioè usato signa che a loro volta avrebbero avuto bisogno di altri signa per essere spiegati e così via. La prima conclusione cui giunge dunque Agostino è semplice: la forma più diretta ed efficace di comunicazione è, paradossalmente, quella in cui non si usano parole; quando cioè il rapporto tra ciò che deve essere appreso e chi lo apprende è diretto e non passa per signa.
Agostino utilizza un secondo esempio per approfondire la sua riflessione. Nel libro del profeta Daniele viene utilizzata la parola sarabara, un termine desueto che anche Adeodato ignora; dopo averlo sentito, dunque, non sa a quale res, reale o concettuale, esso faccia riferimento. Per poterne capire il senso, è necessario che chi già lo conosce, lo riveli; che dica cioè che con il termine sarabara si indica un particolare copricapo, collegando così la parola al suo significato. La seconda conclusione cui giunge Agostino è che le parole, da sole, non significano niente; se fossero capaci, autonomamente, di indicare l'oggetto cui fanno riferimento, basterebbe ascoltarle per capirlo. Invece, affinché quella parola abbia un senso, è necessario che in qualche momento sia stata unita alla res alla quale si riferisce (come quando Agostino ha spiegato ad Adeodato che la res alla quale fa riferimento la parola sarabara è un copricapo). Per questo, le parole non fanno conoscere le cose ma le riportano alla mente; è come se, afferma Agostino, ogni volta che qualcuno sente una determinata parola, ritorni mentalmente al momento in cui qualcuno gli ha mostrato a quale res essa facesse riferimento [10.33-11.36]

## Le parole della conoscenza teologica
Partendo dalle due conclusioni sopra ricordate, Agostino affronta, nella parte finale del dialogo, il tema dei signa che parlano di Dio o, più in generale, delle verità che superano la semplice esperienza dei sensi e della ragione. Come detto, grazie agli esempi del cacciatore e delle sarabarae, Agostino ha concluso che le parole servono solo se riportano alla memoria una conoscenza già definita della res alla quale esse si riferiscono e che, in generale, la forma migliore di conoscenza avviene quando ciò che va conosciuto viene mostrato, senza ulteriori intermediazioni semiotiche. Quando si parla delle verità che superano l'ambito sensibile, nessuno conosce le res di riferimento dei signa: chi infatti può dire di avere conoscenza della res di cui è signum la parola «Dio»? In quel caso, come nell'esempio del cacciatore, sarà necessario affidarsi a una conoscenza diretta, mostrata e non spiegata; quella - afferma Agostino - che Dio stesso immette negli animi degli uomini e con i quali li guida [11.38] come una luce interiore di verità  (lux interior veritatis) [12.39]. Quando dunque qualcuno parla di verità teologiche, chi ascolta le comprende, capisce cioè a quali res quei signa fanno riferimento, non perché le ha già conosciute né tantomeno per la capacità del magister, ma perché ritrova dentro di sè la verità alle quali esse fanno riferimento:
(Agostino d'Ippona, De magistro, 12.40, tr. it. A. Bisogno, Il De magistro di Agostino. Introduzione, testo, traduzione e commento, ed. Città Nuova, Roma 2014, p. 209.)
La conclusione di Agostino è per certi versi ovvia: non esistono veri maestri quando si parla di verità trascendenti perché l'unico, vero maestro è interiore [14]. Le parole dei maestri non possono dunque fare altro che suscitare il desiderio della verità ma non possono insegnare nulla.

## Temi
È possibile individuare, all'interno del De magistro, due temi particolarmente significativi, uno di natura filosofico-linguistica, l'altro di natura teologica.
Dal punto di vista filosofico-linguistico, è possibile evidenziare il ruolo che il De magistro riveste nel complesso sistema di pensiero di Agostino. L'opera è infatti l'ultimo dialogo agostiniano e per questo chiude, tanto cronologicamente quanto ideologicamente, una intensa stagione speculativa. Dopo aver composto numerosi dialoghi filosofici nei quali il confronto, anche serrato e talvolta aspro, tra i partecipanti gli aveva permesso di enucleare i temi più importanti della sua riflessione in una forma aperta come quella dialogica, Agostino avverte l'esigenza di elaborare una riflessione proprio sul senso dell'esercizio comunicativo, sui limiti del linguaggio, sulle potenzialità del dialogo stesso come luogo di incontro tra intenzioni semiotiche diverse. Il De magistro si pone così come una sorta di riflessione metodologica che, ex post, si sofferma sulla utilità dell'idea stessa di 'comunicazione filosofica'.
Dal punto di vista teologico, il De magistro fornisce ad Agostino l'occasione di chiarire quale sia, a suo avviso, la differenza (nel rapporto tra essere, pensare e agire) tra la condizione di Dio e quella degli uomini. La perfezione di Dio implica infatti che dal suo pensiero derivi una parola massimamente efficace: a Dio è bastato pensare il mondo e dire 'sia fatto' perché ci fosse la creazione. L'uomo invece, quando pensa e parla, non riesce a produrre con certezza, nella mente dell'altro, quello che è il contenuto del suo pensiero. Per questo, solo Dio può essere, per Agostino, garanzia di verità per gli uomini.

## Edizioni
- De magistro, in S. Aurelii Augustini Operum tomus I, opera et studio monachorum Ordinis S. Benedicti e Congregatione S. Mauri, Parigi 1679.
- De magistro, in Patrologia Latina, vol. 32, coll. 1193-1220, 1861.
- Weigel, G., De magistro, Wien 1961, Corpus Scriptorum Ecclesiasticorum Latinorum, 77, pp. 1–47.
- Daur, K.-D., De magistro, Turnhout 1979, Corpus Christianorum Series Latina, 29, pp. 257–303.